# Берлински парад на победата
Берлинският парад на победата е парад на съюзните войски от Антифашистката коалиция, проведен в Берлин на 7 септември 1945 г. по случай победата над Тристранния пакт във Втората световна война.
Берлински парад на победата се провежда по предложение на маршал Георгий Жуков в качеството му на командващ групата съветски войски в Германия след края на Втората световна война. Прието е от съюзниците в Антифашистката коалиция. Решено е да се състои на 7 септември 1945 г. при Бранденбургската врата в Берлин. Провежда се 5 дни след края на Втората световна война.
Командващ на парада е комендантът на британския сектор в Берлин генерал-майор Ерик Нейрс (Великобритания). Приема се от командващия на групата съветски войски в Германия маршал Георгий Жуков (СССР). В парадния марш участват пехотни подразделения и бронетанкова техника от берлинските гарнизони на СССР, Франция, Великобритания и САЩ.
Редът за движение е: пехотните подразделения на СССР, Франция, Великобритания и САШ; бронетанковите подразделения на Великобритания, Франция, САЩ и СССР.
В качеството си на официални лица речи произнасят и представят своите държави:
- заместник-командващият на британските окупационни войски в Германия генерал-майор Брайън Робъртсън;
- командващият на групата съветски войски в Германия маршал Георгий Жуков;
- командващият на 3-та армия генерал-лейтенант Джордж Патън;
- командващият на френските окупационни войски в Германия генерал Мари Пиер Кьонк.

Парада започват пехотните подразделения от около 5000 воина:
- Своден полк от 248-а стрелкова дивизия (СССР);
- Своден полк от 2-ра пехотна дивизия, френски партизани, алпийски стрелци и колониална пехота (Франция);
- Своден полк от 131-ва пехотна бригада, Девонширски пехотен полк и представително подразделение на ВВС (Великобритания);
- Своден полк на парашутисти от 82-ра авиодесантна дивизия (САЩ).

Преминават бронетанковите подразделения:
- 27 танка и 30 бронирани коли от 7-а танкова дивизия (Великобритания).
- 6 танка, 24 бронетранспортьора и 24 бронирани коли от 3-ти егерски полк и 1-ва бронетанкова дивизия (Франция).
- 32 танка и 16 бронирани коли от 16-а мотомеханизирана кавалерийска група (САЩ).
- 52 танка от 2-ра гвардейска танкова армия (СССР).